# Cinco de mayo: La batalla
Cinco de mayo: La batalla es una película mexicana de 2013, escrita y dirigida por Rafa Lara, basada en los acontecimientos bélicos ocurridos en la 5 de mayo de 1862 en Puebla, México; está protagonizada por Kuno Becker (como Ignacio Zaragoza), Javier Oliván ,Christian Vázquez, Pablo Abitia y Liz Gallardo. La película se estrenó en México y Estados Unidos en 3 de mayo de 2013. Costó 80 millones de pesos mexicanos (aproximadamente 6 millones de dólares), una cifra histórica en el cine mexicano que hace de ella una de las películas mexicanas más costosas hasta la fecha.

## Trama
Poco después del fin de la Guerra de Reforma, el ejército de Benito Juárez resulta triunfador y entra a la Ciudad de México. Los pocos conservadores restantes son exiliados o inician una guerra de guerrillas. Mientras tanto, en París, Francia, un grupo de conservadores mexicanos (José María Gutiérrez de Estrada, José Manuel Hidalgo y Juan Nepomuceno Almonte - hijo ilegítimo de José María Morelos y Pavón) tienen audiencia con el emperador Napoleón III durante la ópera Don Giovanni, a quien le explican la situación de México. Lleno de ambición, este decide enviar una expedición a México al mando del general Ferdinand Latrille (William Miller), conde de Lorencez, quien acepta gustoso de la nueva empresa recibiendo la instrucción del emperador de contactar al ejército Confederado apenas asegure la ocupación de México considerando la empresa como algo sencillo. Meses después se reunirían los mandatarios de Francia, España y Reino Unido en Londres para organizar una invasión a territorios mexicanos.
En enero de 1862, Juan (Christian Vázquez) y Artemio (Javier Oliván), dos vigías del puerto de Veracruz, avistan una gran flota emergiendo de la niebla. Eran los barcos españoles provenientes de Cuba. Enterándose de la invasión, las tropas mexicanas en el puerto son rápidamente retiradas para reagruparse en el camino a la capital. Las tropas europeas en Veracruz comienzan a padecer de vómito negro por la humedad y el relieve. Mientras, en la capital, el presidente Juárez envía al delegado Manuel Doblado a parlamentar con el general español, Juan Prim Prats (Ginés García Millán), quien siente que la invasión en sí no era muy buena idea dado lo complicado de la situación, lo que el ministro Doblado aprovecha para intentar asegurar un final diplomático a la crisis; pero no así pensó el diplomático francés Dubois de Saligny (Álvaro García Trujillo), quien entendía la encomienda del emperador y esperaba el arribo de Lorencez. Una vez en México, Lorencez y Saligny revelan las intenciones de marchar hasta la capital junto con el general Almonte y declaran rota la alianza tripartita. 
El general Ignacio Zaragoza (Kuno Becker) se despide de su moribunda esposa mientras es nombrado encargado de la defensa nacional y parte a Orizaba, donde comienza a reunir al ejército de Juárez, la mayoría de conscriptos mal entrenados y alimentados y además diezmados por una explosión en un arsenal de Chalchicomula a causa de un sabotaje de los conservadores, aun así el ejército de conscriptos son fogueados en las cumbres de Alcultzingo, en el altiplano, donde, aunque detienen al invasor momentáneamente acaban imponiéndose, obligando a la retirada a Puebla, con Porfirio Díaz cubriendo la retirada.
Con la moral baja, Juan y Citlali, una campesina que era auxiliar del ejército desertan y Artemio es enviado a regresarlos so pena de fusilamiento por encubrirlos, pero se encuentra a un grupo de Zuavos liderados por el arrogante teniente Fauvet y su segundo, el más moderado sargento Vachet, él solo los enfrenta y es capturado, siendo mutilado con caballos en lugar de fusilarlo sumariamente como según Vachet dictaban sus órdenes, sin embargo Juan, después de salvar a Citlali de los zuavos recupera los restos de Artemio y los sepulta, pero en el camino a puebla se encuentra en el rumbo de Atlixco una columna de Conservadores liderados por Leonardo Márquez, aliado de los Franceses para rodear a las tropas Republicanas; habiendo regresado a Puebla anuncia la llegada de los reaccionarios y Zaragoza ordena a los generales O'Horan y Carvajal detenerlos, lo que logran con creces.
Llega el día 5, y Zaragoza arenga a sus soldados bandera en mano frente al Fuerte de Guadalupe, mientras Lorencez es prevenido por Almonte de lo endeble de su estrategia: atacar los fuertes antes que la propia ciudad aunque desoye esos consejos alegando seguir órdenes del Emperador de buscar "una victoria rápida y contundente", Juan encuentra a Fauvet en el fragor de la batalla pero no logra acercársele a atacarlo, los franceses atacarán 3 veces y los Mexicanos responden a balas y machetes, también emboscando las columnas francesas y bombardeándolas con artillería mejor posicionada que la de ellos, al tercer ataque en medio de una tormenta un desesperado Lorencez envía a Fauvet y Vachet con un grupo de Zuavos montados a asediar el cuartel de Zaragoza, este con sus generales se lanza al combate pistola en mano pero uno de sus subordinados, el capitán León, a su vez el superior de Juan, le ruega que se mantenga a cubierto en el convento, Lorencez lanza todo lo que tiene y chocan con los Mexicanos en un tremendo combate cuerpo a cuerpo bajo la tormenta; Juan, ya herido de una puñalada nuevamente intenta matar a tiros a Fauvet, este lo hiere con su espada y lo arrolla con el caballo pero con habilidades de arreo amarra y derriba a Fauvet quien queda atorado a su silla de montar, Juan logra vengar a Artemio haciendo que el caballo le arranque una pierna al francés. Al oír las arengas chovinistas que aún lanza Fauvet, Vachet le increpa que él "no es Francia" y antes de morir desangrado se rinde ante Miguel Negrete.
Mientras los defensores de Guadalupe luchan literalmente con todo lo que tienen a la mano, Díaz carga con caballería por el flanco y arrolla a los franceses que acaban huyendo en desbandada perseguidos por los soldados e indígenas quienes incluso capturan una bandera francesa, Lorencez intenta mantener una posición defensiva pero con los mexicanos encima ordena atónito la retirada, Almonte queda totalmente frustrado mientras Zaragoza es informado de la victoria, a lo cual el general responde citando que Hoy las armas nacionales se han cubierto de gloria. En la escena final Citlali encuentra a Juan moribundo, le dice que México ha vencido y no se separa de él, con el capitán León, aturdido tras el combate viéndolo agonizar desde lejos.
En el epílogo se muestra la celebración por la victoria, pero también la muerte de Zaragoza en septiembre de ese año, los esfuerzos de Diaz y el resto de generales republicanos para defender México y el apoyo de La Unión a estos ante las simpatías de Francia por el bando confederado.

## Reparto
- Christian Vázquez como "Juan".
- Javier Oliván como " Artemio".

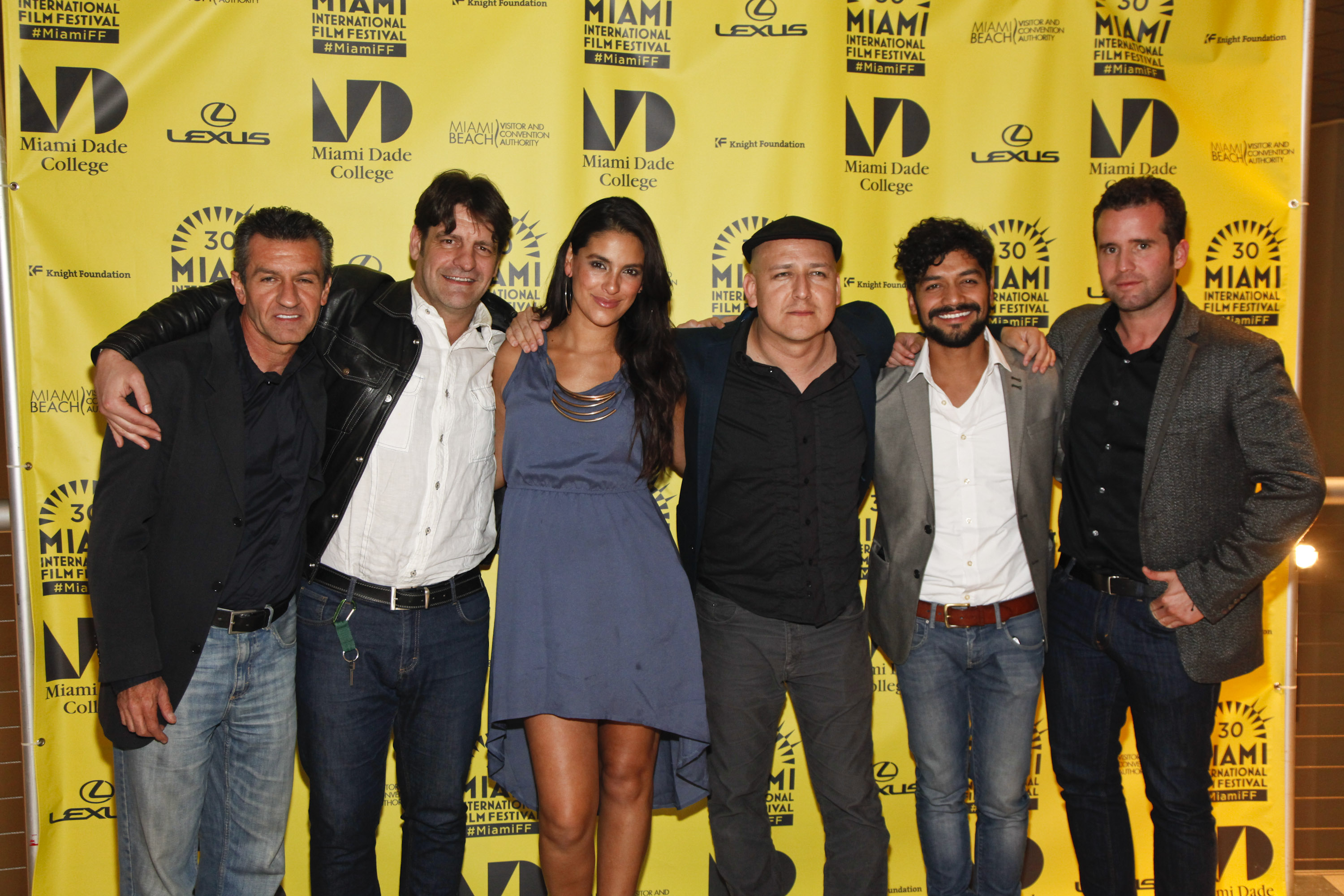
Paco Gallastegui, J.C. Montes-Roldan, Liz Gallardo, Rafa Lara, Christian Vázquez and Antonio Merlano

- Kuno Bécker como "Ignacio Zaragoza".
- Liz Gallardo como "Citlali".
- William Miller como "Charles Ferdinand Latrille".
- J.C. Montes-Roldan como "Teniente Fauvet".
- Ginés García Millán como "Juan Prim".
- Pablo Abitia como "Ignacio Mejía".
- Mario Zaragoza como "Juan Nepomuceno Almonte".
- Andrés Montiel como "General Antonio Álvarez".
- Jorge Luis Moreno como '"Sargento Vachéz"
- Pascacio López como "Porfirio Díaz".
- Noé Hernández como "Benito Juárez".
- Angélica Aragón como "Doña Soledad".
- Ximena Rubio como "Rafaela Padilla de Zaragoza".
- Javier Díaz Dueñas  como Doctor
- Quirino Merino Arauz  cómo teniente